# EURO26

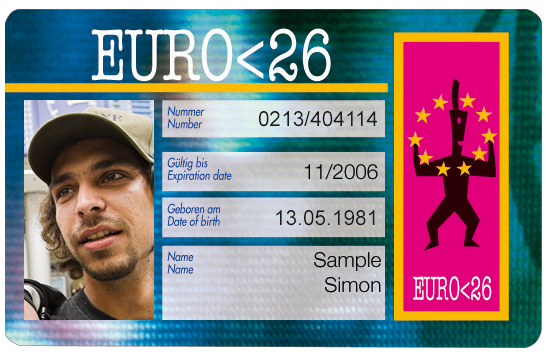
Vorderseite der EURO<26-Jugendkarte Classic

EURO<26, auch European Youth Card, ist eine europäische Vorteilskarte für unter 26- bis unter 30-Jährige (je nach teilnehmendem Land unterschiedliche Alterslimits) und der Name des Netzwerks, das diese Karte in den einzelnen Ländern vertreibt und organisiert.

## EYCA und European Youth Card (EURO<26)
Die European Youth Card (EURO<26) ist ein Projekt der European Youth Card Association (EYCA). Die EYCA repräsentiert rund 60 europäische Jugendkarten-Organisationen. Ihr Ziel ist die Förderung der Mobilität sowie der persönlichen und kulturellen Entwicklung junger Menschen. Die EYCA wird unterstützt vom Europarat. Sie arbeitet mit anderen europäischen Netzwerken wie ERYICA und EURODESK zusammen.

## Die European Youth Card / (ehemals EURO<26-Jugendkarte)
Die European Youth Card (EURO<26) gilt derzeit in rund 40 europäischen Ländern. Durch ein gegenseitiges Abkommen ist gesichert, dass jeder Karteninhaber in jedem EURO<26-Land die dortigen Vergünstigungen in Anspruch nehmen kann. Insgesamt gibt es über 150.000 Angebote aus verschiedensten Bereichen.
4,2 Millionen Jugendliche in Europa besitzen eine European Youth Card (EURO<26), die je nach Land auch anders heißen kann (von „Carnet Joven“ in Spanien bis zu „Young Scot Card“ in Schottland). Das gemeinsame Zeichen ist jedoch das „EYCA-Logo“ auf der Karte.
Das European-Youth-Card-Projekt ist politisch unabhängig. Alle Gewinne fließen in Weiterentwicklung und neue Angebote (social profit).

### Deutschland
In Deutschland wird die Karte allein über das Internet vertrieben. Auch die Rabattangebote sind überwiegend online verfügbar. Partner sind alltours, Apple-Store, Europcar und andere.

### Österreich

#### Geschichte und Allgemeines
In Österreich war die EURO<26-Jugendkarte seit 1991 erhältlich. Nach der Markteinführung durch ÖKISTA wurde 1998 der Verein Akzente Salzburg mit der Weiterentwicklung und der Karte beauftragt.
Zu den nachhaltig wirksamsten Kooperationen dieser Periode zählt die EURO<26-Vorteilscard, eine Kooperation mit der ÖBB. Das EURO<26-Magazin informierte über die Vorteile und wurde von Akzente und der ÖBB vertrieben.
Seit 2010 heißt die Jugendkarte European Youth Card Austria (EYCA Card) und wird von der Social Profit NGO Bundesnetzwerk Österreichische Jugendinfos gemanagt.
Mit den Namen wurde auch das Alterslimit angehoben, nunmehr können User bis 30 die Angebote der European Youth Card Austria in Anspruch nehmen. Die Karte ist ein Jahr gültig, kostet EUR 14 und kann online erworben werden.
Viele regionale Jugendkarten der Bundesländer sowie Kundenkarten von kommerziellen Kooperationspartnern tragen das EYCA Logo als Co-Brand und sind somit vollwertige European Youth Cards. Preis und Gültigkeitsdauer variieren hierbei, in der Regel sind aber co-gebrandete Cards kostenlos erhältlich.

#### Partnerkarten mit EYCA-Logo
- Raiffeisen Club Card
- BSpecial-Card (Burgenland)[1]
- Jugend:karte NÖ (Niederösterreich)[2]
- S-Pass (Salzburg)[3]
- checkit.card (Steiermark)[4]
- GoodieClub (Kärnten)[5]
- aha card (Vorarlberg)[6]

#### European Youth Card RELOAD
Im Design der European Youth Card inklusive Fotos zur eindeutigen Personalisierung war in Österreich die European Youth Card RELOAD verfügbar, eine Prepaidkarte mit Bezahlfunktion, basierend auf der Technologie von VISA und ausgestellt in Kooperation mit Raiffeisen Card Services. Mittlerweile sind die Raiffeisen Club-Bankomatkarten mit dem EYCA-Logo ausgestattet und somit europaweit als European Youth Card gültig.

#### Medien und Aktivitäten
Die European Youth Card Austria und die verfügbaren Vorteile werden in allen Medien der Jugendinformation in Österreich kommuniziert. Des Weiteren wird für die Information der Cardholder auf die Webauftritte aller Partnerorganisationen zugegriffen und es werden regelmäßige Newsletter versandt. Der inhaltliche Schwerpunkt liegt in der Regel auf den Themen Europa, Reisen, Kultur und Freizeit.

#### Kooperationspartner
Derzeit gibt es in Österreich über 2000 Partner (Kultureinrichtungen, Eventveranstalter, Dienstleister etc.), die Karteninhabern Vergünstigungen anbieten. Die Partner von European Youth Card Austria können auf www.jugendkarte.at abgefragt werden.

### Schweiz
euro26-Lizenznehmerin in der Schweiz war die Stiftung Schweizer Jugendkarte, die im Jahr 1992 gegründet wurde. In der Schweiz gab es nach Angaben der Stiftung ca. 340.000 Karteninhaber. euro26 war die größte dreisprachige Organisation für junge Menschen in der Schweiz. Ende 2015 wurden alle Rabatte der Karte eingestellt und es wurde sich seitdem auf das Magazin, einen Webshop sowie die Bereitstellung kostenloser Eintritte in Schweizer Museen fokussiert. Per Jahresende 2016 wurde auch dieses Angebot eingestellt, die Young Swiss Schweizer Jugendkarte AG blieb jedoch noch bis 2018 EYCA-Mitglied. Die European Youth Card Association befindet sich seitdem in Gesprächen mit diversen Organisationen, um die Karte in der Schweiz wieder einzuführen.

#### Medien
Viermal jährlich wurde das Mitgliedermagazin »Twen« herausgegeben, in dem aktuelle Aktionen und Angebote besprochen wurden. Seit 2007 gab es zusätzlich ein ebenfalls vierteljährlich erscheinendes Themenheft, das persönlich und gesellschaftlich relevante Themen wie Umweltschutz, Zivilcourage, Karriere usw. behandelte. Einmal jährlich erschien der so genannte Guide, in dem alle Schweizer Angebote und Vergünstigungen vorgestellt wurden. Die Publikationen erschienen dreisprachig (deutsch, französisch, italienisch).

#### Kooperationen
Hauptpartner von euro26 Schweiz waren UBS, Mobiliar und Sunrise Communications, die das Angebot von euro26 als Value Added Service in ihre Produkte für junge Menschen integriert haben. Dazu kamen eine Vielzahl weiterer nationaler Partner.
Ein Schwerpunkt der Arbeit von euro26 Schweiz lag in der niederschwelligen Präventionsarbeit. Zusammen mit Kompetenzpartnern wurden Aktionen zur Prävention von Hautkrebs (z. B. bei Open Airs), Alkoholmissbrauch und Auto- und Skiunfällen durchgeführt.
Zum Angebot von euro26 Schweiz gehörte auch das Kulturprogramm proARTe26, mit dem Karteninhaber kostenfreien Eintritt in 150 Schweizer Museen, sowie in Tierparks und Zirkussen erhielten.